# عالم كريستينا
عالم كريستينا Christina's World هو اسم للوحة فنية للرسام الأمريكي أندرو وايث، رسمها عام 1948. تعتبر واحدة من أشهر اللوحات الأمريكية في منتصف القرن العشرين.
تصور اللحة امرأة مستلقية على أرض ليس بها أشجار تزحف باتجاه المنزل، ويظهر في اللوحة بعض المنازل الأخرى الصغيرة. ورسمت اللوحة بأسلوب واقعي، وهي جزء من المعروضات الدائمة في متحف الفن الحديث في نيويورك.
والمرأة الحقيقية في اللوحة هي كريستينا أولسون (1893 – 1968) عانت من مرض شلل الأطفال وضمور العضلات سبب لها الشلل في الجزء الأسفل من جسمها. واستلهم وايث اللوحة بعدما رآها من داخل المنزل عبر نافذة، ورآها تزحف في الحقل. وكان وايث على علاقة طيبة مع آل ويلسون حيث صور شقيقها في عدة لوحات. ورغم أن كريستينا كانت ملهمة اللوحة إلا ان زوجة وايث وهي بيتسي هلى التي تموضعت للرسم. وكان عمر وايث آنذاك 55 سنة.
والبيت الذي يظهر في اللوحة سمي بيت أولسون ويقع في كوشينغ بولاية مين الأمريكية. وتم ضمه إلى تبعية متحف فارنسوث، واعتبر من المعالم الوطنية التاريخية.
Christinasworld.jpg